# Damery, Marne

Damery este o comună în departamentul Marne, Franța. În 2009 avea o populație de 1,500 de locuitori.